# Alcan Open
O Alcan Golfer of the Year Championship, igualmente conhecido como Alcan Open, foi um torneio internacional de golfe disputado entre os anos de 1967 e 1970, patrocinado pela empresa canadense Alcan Aluminum Ltd. A competição de 1969, disputada nos Estados Unidos, foi um evento oficial do PGA Tour.

## Anfitriões
- 1967 Old Course at St Andrews, St Andrews, Escócia[1]
- 1968 Royal Birkdale Golf Club, Southport, Inglaterra[2]
- 1969 Portland Golf Club, Portland, Oregon, Estados Unidos[3]
- 1970 Portmarnock Golf Club, Portmarnock, Irlanda[4]

## Campeões
Alcan Golfer of the Year Championship
| Ano  | Campeão      | País           | Local                    | Resultado | Margem de vitória | Vice-campeão   | Primeiro prêmio ($) | Ref               |
| ---- | ------------ | -------------- | ------------------------ | --------- | ----------------- | -------------- | ------------------- | ----------------- |
| 1967 | Gay Brewer   | Estados Unidos | Old Course at St Andrews | 283       | Playoff           | Billy Casper   | 55.000              | [ 5 ] [ 6 ] [ 7 ] |
| 1968 | Gay Brewer   | Estados Unidos | Royal Birkdale Golf Club | 283       | 3 tacadas         | Peter Townsend | 55.000              | [ 8 ]             |
| 1969 | Billy Casper | Estados Unidos | Portland Golf Club       | 274       | 1 tacada          | Lee Trevino    | 55.000              | [ 9 ]             |
| 1970 | Bruce Devlin | Austrália      | Portmarnock Golf Club    | 278       | 7 tacadas         | Bob Rosburg    | 55.000              | [ 10 ]            |

No playoff de 18 buracos, em 1967, Brewer marcou 68 contra 72 do Casper
Alcan International
| Ano                     | Campeão                         | País                 | Local                    | Resultado | Margem de vitória | Vice-campeão(ões)            | Primeiro prêmio (£) | Ref    |
| ----------------------- | ------------------------------- | -------------------- | ------------------------ | --------- | ----------------- | ---------------------------- | ------------------- | ------ |
| 1967                    | Peter Thomson                   | Austrália            | Old Course at St Andrews | 281       | 5 tacadas         | Tony Grubb                   | 2.500               | [ 6 ]  |
| 1968                    | Bill Large Christy O'Connor Snr | Inglaterra · Irlanda | Royal Birkdale Golf Club | 288       | Empate            |                              | 2.500 (cada)        | [ 8 ]  |
| 1969: Não houve torneio |                                 |                      |                          |           |                   |                              |                     |        |
| 1970                    | Paddy Skerritt                  | Irlanda              | Portmarnock Golf Club    | 286       | 3 tacadas         | Maurice Bembridge Eric Brown | 3.000               | [ 10 ] |